# Lawrence D. Stokes
Lawrence Duncan Stokes (* 10. Januar 1940 in Toronto; † 24. Dezember 2007) war ein kanadischer Historiker.

## Leben
Er studierte moderne Geschichte an der University of Toronto. Ein Woodrow Wilson-Stipendium führte ihn an die Johns Hopkins University, wo er bei Vernon Lidtke studierte und 1972 in deutscher Geschichte promovierte. 1967 wechselte er an die Abteilung für Geschichte an der Dalhousie University, wo er die nächsten 31 Jahre unterrichtete.
Schwerpunkt seiner historischen Arbeit war die Kleinstadt Eutin in Schleswig-Holstein, vor allem in der Zeit des Dritten Reiches, und der Eutiner Dichterkreis.

## Schriften (Auswahl)

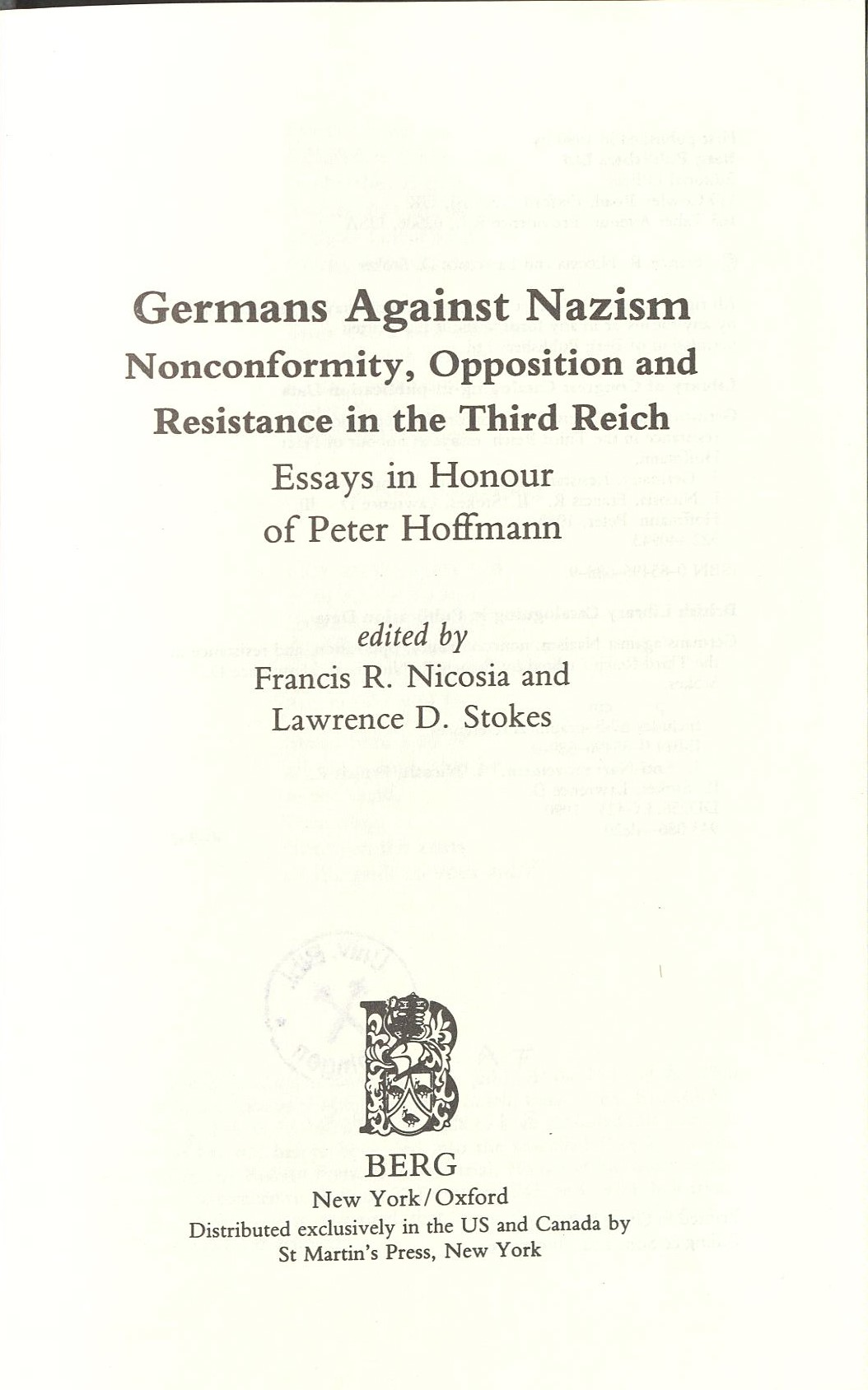
Zusammen mit Francis R. Nicosia gab er 1990 eine Festschrift für Peter Hoffmann heraus.

- Kleinstadt und Nationalsozialismus. Ausgewählte Dokumente zur Geschichte von Eutin, 1918–1945. Neumünster 1984, ISBN 3-529-02182-2.
- Der Eutiner Dichterkreis und der Nationalsozialismus 1936–1945. Eine Dokumentation. Neumünster 2001, ISBN 3-529-02211-X.
- Der Eutiner Dichterkreis und die Landesbibliothek zur Zeit des Nationalsozialismus 1936–1939. In: Frank Baudach (Hrsg.): Wirken und Bewahren. Beiträge zur regionalen Kulturgeschichte und zur Geschichte der Eutiner Landesbibliothek. Festschrift für Ingrid Bernin-Israel (= Eutiner Forschungen, Bd. 8). Eutiner Landesbibliothek 2003, S. 215–238, ISBN 3-9808529-1-1.
- „Meine kleine Stadt steht für tausend andere ...“. Studien zur Geschichte von Eutin in Holstein, 1918–1945. Eutin 2004, ISBN 3-923457-72-3.
- als Herausgeber mit Francis R. Nicosia: Germans against Nazism. Nonconformity, opposition and resistance in the Third Reich. Essays in honour of Peter Hoffmann. New York 2015, ISBN 978-1-78238-815-9.